# Pruno (Francia)
Pruno (in corso U Prunu) è un comune francese di 193 abitanti situato nel dipartimento dell'Alta Corsica, nella regione della Corsica.

## Geografia fisica

### Territorio
Il comune è situato nella pieve d'Ampugnani, una valle sita nella microregione corsa della Castagniccia. Sorge in collina, a circa 10 km, in linea d'aria, dalla costa orientale corsa, sul Mar Tirreno.

## Toponomastica
Il nome deriva da "u Prunu" che in corso indica la spina del riccio della castagna: ciò si spiega con il fatto che il villaggio è situato in Castagniccia, la regione delle castagne..